# كورت شميت (سياسي)
كورت شميت (بالألمانية: Kurt Schmitt)‏ (و. 1886 – 1950 م) هو اقتصادي، وسياسي ألماني، ولد في هايدلبرغ، كان عضوًا في الحزب النازي، وكان عضوًا في شوتزشتافل، ويحمل رتبة عسكرية نقيب، توفي في هايدلبرغ، عن عمر يناهز 64 عاماً.

## التعليم
تعلم في جامعة لودفيغ ماكسيميليان في ميونخ.

## جوائز
حصل على جوائز منها:
- صليب حديدي
- شارة الجرح.

## روابط خارجية
- كورت شميت على موقع مونزينجر (الألمانية)